# Батыгина, Татьяна Борисовна
Татья́на Бори́совна Баты́гина (24 октября 1927, Уссурийск — 16 сентября 2015, Санкт-Петербург) — советский и российский учёный, специалист в области биологии развития, репродуктивной биологии, морфологии, морфогенеза, эмбриологии и биотехнологии, доктор биологических наук, профессор, член-корреспондент РАН, лауреат Государственной премии РФ.

## Биография
В 1951 году окончила биолого-почвенный факультет Ленинградского государственного университета. В 1954 году защитила кандидатскую диссертацию «Методы преодоления нескрещиваемости культурного вида томата L. esculentum Mill. с дикими видами L. peruvianum Mill. и L. hirsutum H. B. et K. и поведение гибридов первого и второго поколений». С 1955 года работала в Ботаническом институте имени В. Л. Комарова: младшим научным сотрудником, старшим научным сотрудником, заведующей отделом эмбриологии и репродуктивной биологии.
В 1974 году защитила докторскую диссертацию «Эмбриология пшеницы». С 1978 года — профессор кафедры эмбриологии биолого-почвенного факультета ЛГУ (СПбГУ). Читала курсы: биология развития, эмбриология растений, экспериментальная эмбриология.
Член докторских диссертационных советов Ботанического института им В. Л. Комарова и Санкт-Петербургского государственного университета. Член научного совета Санкт-Петербургского союза ученых.
Член Русского ботанического общества, член редколлегии журналов «Phytomorphology», «Acta Biologica Cracoviensia» и редакционного совета журнала «Физиология растений».
Член-корреспондент РАН с 22 мая 2003 года по Отделению биологических наук. Член Научного совета РАН по биологии развития.
Похоронена на Серафимовском кладбище (36 уч.).

## Избранная библиография
- Batygina T. B. On the possibility of separation of a new type of embryogenesis in Angiospermae // Rev. Cytol. Biol. Veg., 1969. Vol. 32. № 3-4. P. 335—341
- Батыгина Т. Б. Эмбриология пшеницы. Л.: Колос. 1974. 206 с.
- Батыгина Т. Б. Хлебное зерно (Атлас). Л.: Наука. 1987.102 p.
- Некоторые вопросы эмбриологии растений // В кн. Общая эмбриология. Pед. Токин Б .П. М.: Высшая школа. 1987. С. 440—469.
- Batygina T. B. A new approach to the system of flowering plants // Phytomorphology, 1989. Vol. 39, № 4. P. 311—325.
- Batygina T. B. Genetic heterogeneity of seeds // Acta Biologica Cracoviensia, Seria Botanica, 1999. 41: 39-50.
- Batygina T. B., Vasilyeva V. E. In vivo fertlization // Current Trends In the Embryology of Angiosperms / Ed. Bhojwani S.S., Dordrecht, Boston, London: Kluwer Academic Publishers. 2001. P. 101—142.
- Батыгина Т. Б., Васильева В. Е. Размножение растений. СПб: Изд-во СПб ГУ, 2002. 232 с.
- Эмбриология цветковых растений. Терминология и концепции. Т. 1 (Генеративные органы цветка), Т. 2 (Семя) и Т. 3 (Системы репродукции). Ред. Батыгина Т. Б. СПб: Мир и семья, 1994, 1997, 2000 — автор, отв. редактор
- Embryology of Flowering Plants. Terminology and Concepts. V.1. (Generative Organs of Flower), V.2. (Seed) and V.3. (Reproductive Systems). Ed. Batygina T. B. Science Publishers, Inc. Enfield, NH, USA, 2002, 2006, 2009.
- Батыгина Т. Б. Биология развития растений. Симфония жизни. СПб: Изд-во ДЕАН, 2014. 764 с.

## Награды и премии
- Медаль Г. Менделя (1984);
- Медаль «Ветеран труда» (1986);
- Медаль С. Г. Навашина (1990);
- Государственная премия Российской Федерации в области науки и техники (1993) — за монографию в пяти томах «Сравнительная эмбриология цветковых растений»;
- Заслуженный деятель науки Российской Федерации (26 июля 1994) — за заслуги в научной деятельности[2];
- Научная стипендия «Выдающийся ученый» (1998—2004);
- Почётная грамота РАН (1999);
- Премия Правительства Российской Федерации в области науки и техники (2001).